# The Post War Dream
„The Post War Dream“ je úvodní skladba z dvanáctého studiového alba anglické progresivně rockové skupiny Pink Floyd The Final Cut z roku 1983. Na skladbě se podíleli všichni tehdejší členové skupiny Pink Floyd a Michael Kamen. Napsal ji baskytarista Roger Waters.

## Sestava
- Roger Waters – zpěv, baskytara
- Michael Kamen – harmonium
- David Gilmour – kytara
- Nick Mason – bicí